# سليمان الجار الله
سليمان جار الله الحسن الجار الله (1926 - 23 يناير 2014) شاعر كويتي. ولد في مدينة الكويت. درس في المدرسة المباركية حتى نهاية المرحلة الثانوية، وعمل في التجارة ومارس هوايته في قراءة الشعر ونظمه. كانت له بصمات شعرية ثقافية وطنية، حيث تفاعل مع قضايا الوطنية والعربية وعبّر عن ذلك بالعديد من القصائد التي شاعت في الأوساط الأدبية والشعبية. توفي في مسقط رأسه عن 90 عاماً.

## سيرته
ولد سليمان جار الله الحسن الجار الله في عام 1926 في مدينة الكويت. درس في المدرسة المباركية بالكويت حتى نهاية المرحلة الثانوية. عشق الشعر منذ صباه المبكر وعكف على قراءة دواوين الشعراء العرب منذ العصر الجاهلي.
كتب الشعر الموزون المقفى، ومال إلى كتابة الشعر الإسلامي والوطني بخاصة. من شعره بعنوان الحلم:

## وصلات خارجية
- صفحة سليمان الجار الله في موقع مؤسسة عبد العزيز سعود البابطين للإبداع الشعري
- مقال في جريدة القبس بعنوان سليمان الجار الله.. شدّ الرحال ومضى
- من موقع مكتبة البابطين قائمة تحتوي على عدة كتب إلكترونية PDF من ضمنها الاعمال الشعرية الكاملة سليمان الجارالله من 5 أجزاء (من 45 إلى 49)